# Charles Shaw
Charles James Dalrymple Shaw, Barón Kilbrandon PC QC (15 de agosto de 1906 – 10 de septiembre de 1989) fue un juez escocés.

## Biografía
Era hijo de James Edward Shaw y su esposa wife Gladys Elizabeth Lester. Estudió en la Charterhouse School y derecho en el Balliol College y la  Universidad de Edimburgo. El 5 de abril de 1937, se casó con Ruth Caroline Grant y tuvieron dos hijos y tres hijas.
Tras completar sus estudios, fue admitido en 1932 en el Colegio de Abogados de Escocia (Faculty of Advocates), de donde sería deán desde 1957. Completó su servicio militar en la Segunda Guerra Mundial.
En 1954 Shaw fue alguacil en Ayr y Bute y luego en 1957 en Perth y Angus y en 1957 Jefe del Colegio de Abogados de Escocia. Dos años más tarde, Shaw fue nombrado Lord Kilbrandon en el Tribunal Civil Superior de Escocia, el Tribunal de Sesión, en 1959, y al mismo tiempo fue senador del Colegio de Justicia.
Más tarde fue nombrado miembro de la Cámara de los Lores por una patente de cartas fechada el 4 de octubre de 1971 bajo la Ley de Jurisdicción de Apelaciones de 1876 como un par vitalicio con el título de Baron Kilbrandon, de Kilbrandon en el Condado de Argyll, y sirvió hasta que se retiró el 31 de diciembre de 1976 como Lord of Appeal in Ordinary. También fue nombrado Consejero Privado en 1971.
En 1972, sucedió a Geoffrey Crowther, Baron Crowther presidiendo la Comisión Real de la Constitución